# بارك جي مين (مغنية)
تمت ترجمة النص من الإنجليزية.-Park Ji-min ، المعروف أيضًا باسم Jimin Park ( هانغل :박 지민) ، هي مغنية وكاتبة أغاني ومضيفة تلفزيونية كورية جنوبية ولدت في 5 من يوليو سنة 1997 في مدينة دايجون، كوريا الجنوبية. وهي معروفة بأنها الفائزة في الموسم الأول من K-pop Star وعضوة سابقة في ثنائي الصوت 15& ومجموعة المشروع M.O.L.A. وهي أيضًا مضيفة مشاركة في برنامج المنوعات بعد المدرسة Club.

## وصلات خارجية
- بارك جي مين على موقع ميوزك برينز (الإنجليزية)
- بارك جي مين على موقع ديسكوغز (الإنجليزية)